# Nati nel 1907/Gennaio
| Questa pagina contiene informazioni ricavate automaticamente dalle voci biografiche con l'ausilio del template Bio e di un bot. L'aggiornamento è periodico e automatico e ricostruisce completamente la pagina. Se manca una persona in questa lista, sei pregato di non aggiungerla, ma accertati piuttosto che la sua voce biografica contenga il template Bio e che i dati anagrafici siano correttamente compilati. Se il template Bio manca, inseriscilo tu stesso o, in alternativa, metti l'avviso {{tmp\|Bio}} che ne segnala la mancanza. Se i dati riportati sono sbagliati, correggi direttamente la voce biografica; le modifiche saranno visibili in questa lista entro pochi giorni. Per chiarimenti vedi il progetto biografie. La lista contiene solo le 150 persone che sono citate nell'enciclopedia e per le quali è stato implementato correttamente il template Bio. Pagina aggiornata al 10 giu 2025. |

- 1º gennaio - Jean Carzou, pittore francese († 2000)
- 1º gennaio - Norman Cohn-Armitage, schermidore statunitense († 1972)
- 1º gennaio - Carlo Cossio, animatore e fumettista italiano († 1964)
- 1º gennaio - Guido Gambarini, musicista e compositore italiano († 1978)
- 1º gennaio - Luigi Giacobbe, ciclista su strada italiano († 1995)
- 1º gennaio - Kinue Hitomi, lunghista, discobola e giavellottista giapponese († 1931)
- 1º gennaio - Anna Marongiu, pittrice e incisore italiana († 1941)
- 1º gennaio - Étienne Onimus, cestista francese († 1982)
- 1º gennaio - Antonio Petrucci, sceneggiatore, regista e giornalista italiano († 1981)
- 1º gennaio - Zelante Salvatorini, calciatore italiano († 1983)
- 1º gennaio - Primo Schiavon, politico italiano († 1994)
- 1º gennaio - Angelo Tarticchio, presbitero italiano († 1943)
- 1º gennaio - Giuseppe Valenti, calciatore e allenatore di calcio italiano († 1978)
- 1º gennaio - Marian Wróbel, compositore di scacchi polacco († 1960)
- 2 gennaio - Ed Carmichael, ginnasta statunitense († 1960)
- 3 gennaio - Venceslao Clarís Vilaregut, religioso spagnolo († 1936)
- 3 gennaio - Jacques Godechot, storico francese († 1989)
- 3 gennaio - Ray Milland, attore e regista gallese († 1986)
- 3 gennaio - Josef Spacil, militare tedesco († 1967)
- 4 gennaio - Salvatore Baldassarri, arcivescovo cattolico italiano († 1982)
- 4 gennaio - Antonio Budini, calciatore e allenatore di calcio italiano
- 4 gennaio - Willy Busch, calciatore tedesco († 1982)
- 4 gennaio - Joe Marsala, compositore e clarinettista italiano († 1978)
- 4 gennaio - Bruno Premiani, fumettista e illustratore italiano († 1984)
- 5 gennaio - Fernand Bettens, pallanuotista belga
- 5 gennaio - Alejandro González Roig, cestista e allenatore di pallacanestro uruguaiano († 1979)
- 5 gennaio - Volmari Iso-Hollo, siepista e mezzofondista finlandese († 1969)
- 5 gennaio - John Riley Kane, militare e aviatore statunitense († 1996)
- 5 gennaio - Rod Riffler, ballerino croato († 1941)
- 5 gennaio - Ignazio Stella, pugile italiano († 1977)
- 6 gennaio - Juan Argote, calciatore boliviano († 1990)
- 6 gennaio - Wilhelm Bertrams, presbitero e teologo tedesco († 1955)
- 6 gennaio - Helen Kleeb, attrice statunitense († 2003)
- 6 gennaio - Dionisio Mejía, calciatore messicano († 1963)
- 7 gennaio - Lorenzo Gazzari, calciatore italiano († 1998)
- 7 gennaio - Maria Sara Goretti, scrittrice, poetessa e filosofa italiana († 2001)
- 7 gennaio - Grace Hartman, attrice statunitense († 1955)
- 7 gennaio - Edna Phillips, arpista statunitense († 2003)
- 7 gennaio - Willi Rutz, calciatore tedesco († 1993)
- 7 gennaio - Tullia Socin, pittrice italiana († 1995)
- 7 gennaio - Nicanor Zabaleta, arpista spagnolo († 1993)
- 8 gennaio - Jean Hyppolite, filosofo francese († 1968)
- 8 gennaio - Amedeo Luccichenti, architetto italiano († 1963)
- 9 gennaio - Lamberto Borghi, pedagogista italiano († 2000)
- 9 gennaio - Tranquilino Garcete, calciatore paraguaiano († 2000)
- 9 gennaio - Guido Morpurgo-Tagliabue, filosofo e critico letterario italiano († 1997)
- 9 gennaio - Maurine Neuberger, politica statunitense († 2000)
- 9 gennaio - Arcangelo Tiziani, operaio italiano († 1959)
- 9 gennaio - František Vohryzek, schermidore cecoslovacco († 1997)
- 10 gennaio - Mac Dodds, calciatore scozzese († 1982)
- 10 gennaio - Shin'ichi Himori, attore giapponese († 1959)
- 10 gennaio - Loretta McNeil, velocista statunitense († 1988)
- 10 gennaio - Peggy Shannon, attrice statunitense († 1941)
- 10 gennaio - Constance Lindsay Taylor, scrittrice e poetessa inglese († 2000)
- 11 gennaio - Francesco Cossu, canottiere italiano († 1986)
- 11 gennaio - Albertis Harrison, politico statunitense († 1995)
- 11 gennaio - Abraham Joshua Heschel, rabbino e filosofo polacco († 1972)
- 11 gennaio - Pierre Mendès France, politico francese († 1982)
- 11 gennaio - Giuseppe Perniciaro, vescovo cattolico italiano († 1981)
- 11 gennaio - Pietro Zardini, attore italiano († 1986)
- 12 gennaio - Agostino Bellandi, ciclista su strada italiano († 1945)
- 12 gennaio - Karl Jestrab, calciatore austriaco († 1980)
- 12 gennaio - Sergej Pavlovič Korolëv, ingegnere sovietico († 1966)
- 12 gennaio - Ben Nye, truccatore statunitense († 1986)
- 12 gennaio - Rigmor Olsen, nuotatrice danese († 1994)
- 13 gennaio - Alfred Ittner, militare tedesco († 1976)
- 13 gennaio - Bruno Mathsson, designer e architetto svedese († 1988)
- 13 gennaio - Jeff Morrow, attore statunitense († 1993)
- 13 gennaio - George Raynor, calciatore e allenatore di calcio inglese († 1985)
- 13 gennaio - Georg Renno, medico e militare tedesco († 1997)
- 14 gennaio - Mikalaj Jafrėmavič Aŭchimovič, politico sovietico († 1996)
- 14 gennaio - Wei Heling, attore cinese († 1979)
- 15 gennaio - Janusz Kusociński, mezzofondista polacco († 1940)
- 15 gennaio - Marcello Pagliero, sceneggiatore, regista e attore italiano († 1980)
- 16 gennaio - Alexander Knox, attore canadese († 1995)
- 16 gennaio - Anton Malej, ginnasta jugoslavo († 1930)
- 16 gennaio - Paul Henry Nitze, politico statunitense († 2004)
- 17 gennaio - Allegro Grandi, ciclista su strada italiano († 1973)
- 17 gennaio - František Junek, calciatore cecoslovacco († 1970)
- 17 gennaio - Oscarino, calciatore brasiliano († 1990)
- 17 gennaio - Maurice Raes, ciclista su strada e ciclocrossista belga († 1992)
- 17 gennaio - Max Schäfer, allenatore di calcio e calciatore tedesco († 1990)
- 17 gennaio - Alfred Wainwright, scrittore inglese († 1991)
- 18 gennaio - Lina Haag, attivista tedesca († 2012)
- 18 gennaio - Dionýz Ilkovič, fisico e chimico slovacco († 1980)
- 18 gennaio - Reino Kuuskoski, politico finlandese († 1965)
- 18 gennaio - Erica Lillegg, scrittrice austriaca († 1988)
- 18 gennaio - Raffaele Merloni, politico e avvocato italiano († 1967)
- 18 gennaio - Géza Szigritz, nuotatore ungherese († 1949)
- 18 gennaio - Ciccio Vitaliti, batterista italiano († 1990)
- 19 gennaio - Edith Barrett, attrice statunitense († 1977)
- 19 gennaio - James William Barrett, calciatore inglese († 1970)
- 19 gennaio - Hjalmar Bergström, fondista svedese († 2000)
- 19 gennaio - Konrad Miersch, pentatleta tedesco († 1942)
- 19 gennaio - Nico Pepe, attore e regista teatrale italiano († 1987)
- 20 gennaio - Manfred von Ardenne, fisico tedesco († 1997)
- 20 gennaio - Philip Slone, calciatore statunitense († 2003)
- 20 gennaio - Paula Wessely, attrice e produttrice cinematografica austriaca († 2000)
- 21 gennaio - Ted Frazier, hockeista su ghiaccio statunitense († 1971)
- 21 gennaio - Gumercindo Gómez, calciatore boliviano († 1980)
- 21 gennaio - Jānis Mendriks, presbitero e religioso lettone († 1953)
- 21 gennaio - Francesco Napolitano, politico italiano († 1971)
- 21 gennaio - Nikolaj Fёdorovič Sadkovič, regista cinematografico sovietico († 1968)
- 22 gennaio - Baruch Ashlag, rabbino israeliano († 1991)
- 22 gennaio - Luigi Buzzi, imprenditore italiano († 1992)
- 22 gennaio - Dixie Dean, calciatore inglese († 1980)
- 22 gennaio - Eligio Donadeo, calciatore italiano
- 22 gennaio - Natale Evola, mafioso statunitense († 1973)
- 22 gennaio - Ramón Guzmán, calciatore e allenatore di calcio spagnolo († 1954)
- 22 gennaio - Giuseppe Fierino Lucchini, pittore italiano († 2001)
- 22 gennaio - Antenore Magri, pittore italiano († 1978)
- 22 gennaio - Matty Roubert, attore statunitense († 1973)
- 23 gennaio - Mario Bossi, calciatore italiano († 2003)
- 23 gennaio - Dan Duryea, attore statunitense († 1968)
- 23 gennaio - Diego García, calciatore argentino
- 23 gennaio - Curzio Massart, anatomista italiano († 1985)
- 23 gennaio - Jules Monsallier, calciatore francese († 1972)
- 23 gennaio - Giovanni Semerano, chimico italiano († 2003)
- 23 gennaio - Bob Steele, attore statunitense († 1988)
- 23 gennaio - Hideki Yukawa, fisico giapponese († 1981)
- 24 gennaio - Maurice Couve de Murville, funzionario, diplomatico e politico francese († 1999)
- 24 gennaio - Adalbert Steiner, calciatore rumeno († 1994)
- 24 gennaio - Rudolf Steiner, calciatore rumeno († 1996)
- 24 gennaio - Carla Strauss, danzatrice e coreografa italiana († 1997)
- 25 gennaio - Alfredo Amatucci, politico italiano († 1982)
- 25 gennaio - Carlotta Monti, attrice statunitense († 1993)
- 25 gennaio - Helmut Weiss, attore, regista e sceneggiatore tedesco († 1969)
- 26 gennaio - María Luisa Anido, chitarrista e compositrice argentina († 1996)
- 26 gennaio - Hans Selye, medico austriaco († 1982)
- 27 gennaio - Mario Boneschi, avvocato e giurista italiano († 1991)
- 27 gennaio - Carlo Chierico, calciatore italiano
- 27 gennaio - Joyce Compton, attrice statunitense († 1997)
- 27 gennaio - Otello Guidi, italiano († 1989)
- 28 gennaio - Miroslav Dešković, calciatore jugoslavo († 1943)
- 28 gennaio - Giansiro Ferrata, critico letterario e scrittore italiano († 1986)
- 28 gennaio - Antanas Impulevičius, militare lituano († 1970)
- 28 gennaio - Héctor López Reboledo, allenatore di pallacanestro uruguaiano († 1989)
- 28 gennaio - Joan Meredith, attrice statunitense († 1980)
- 28 gennaio - Ulyses Petit de Murat, poeta, giornalista e drammaturgo argentino († 1983)
- 29 gennaio - Paul Fannin, politico statunitense († 2002)
- 29 gennaio - Francesco Kirn, militare italiano († 1941)
- 29 gennaio - Enrico Martino, politico e diplomatico italiano († 1981)
- 29 gennaio - Gino Watkins, esploratore britannico († 1932)
- 30 gennaio - Bruno Giraldi, calciatore italiano († 1990)
- 30 gennaio - Aldo Perani, calciatore italiano († 1987)
- 31 gennaio - Pedro B. Clavano, politico filippino
- 31 gennaio - Otto Jírovec, biologo ceco († 1972)
- 31 gennaio - Candido Manca, militare italiano († 1944)
- 31 gennaio - Enrico Nardi, pilota automobilistico e designer italiano († 1966)
- 31 gennaio - Edward Russell, XXVI barone de Clifford, nobile britannico († 1982)